# Stroggylocephalus indicus
Stroggylocephalus indicus är en insektsart som beskrevs av Rao 1989. Stroggylocephalus indicus ingår i släktet Stroggylocephalus och familjen dvärgstritar. Inga underarter finns listade i Catalogue of Life.